# Tomisme
Tomisme és l'escola filosòfica que va sorgir com un llegat de l'obra i el pensament de sant Tomàs d'Aquino, filòsof, sant i doctor de l'Església (títol atorgat per l'Església Catòlica). La paraula ve del nom de l'autor, del qual va ser la Summa Theologiae un dels documents més influents en la filosofia medieval i continua sent estudiada avui dia a les classes de filosofia. A l'encíclica Angelici Doctoris, del papa Pius X, va advertir que les ensenyances de l'Església no poden ser enteses científicament sense els fonaments filosòfics bàsics de la tesi principal de Tomàs:
| « | La tesi capital a la filosofia de sant Tomàs no es col·locarà a la categoria d'opinions que puguin ser objecte de debat d'una manera o una altra, sinó que han de ser considerades com els fonaments sobre els que es basa tota la ciència de les coses naturals i divines, si aquestes opinions són una vegada suprimides o alterades, que necessàriament hagin de seguir els estudiants de les ciències sagrades en darrer terme, no es percebran tant com el significat de les paraules en el que els dogmes de la revelació divina són proposats per la magistratura de l'Església." | » |

El Concili Vaticà II descriu el sistema de Tomàs com la «filosofia perenne».
Tomàs d'Aquino creia que la veritat és possible allà on es trobi i, per tant, aprofità filòsofs grecs, romans, jueus, musulmans. En concret, va ser un realista, —és a dir, que creia que el món es pot conèixer com és, a diferència dels escèptics. Ell va seguir sobre manera la terminologia aristotèlica i la metafísica, i va escriure compressius comentaris sobre Aristòtil, sovint afermant opinions d'Aristòtil amb arguments independents. Tomàs respectuosament es va referir a Aristòtil simplement com a «el Filòsof».
També es va adherir a alguns principis neoplatònics, per exemple, que: és absolutament cert que n'hi ha alguna cosa primer que és essencialment l'ésser i essencialment bo, que anomenem Déu... (i que) tot el que pot ser anomenat bo i un ésser, en la mida en la qual participa en ella pel mig d'una certa assimilació....
Poc abans que Tomàs morís, el seu amic Reginaldo de Pipern li va implorar que acabés les seves obres. Tomàs va respondre: «No puc, perquè tot el que he escrit em sembla palla en comparació amb el que m'ha sigut revelat». L'apologista Peggy Frye de Catholic Answers comenta que «la visió d'Aquino va poder haver estat una visió del cel, en comparació al fet que tota la resta, no importa que gloriós, sembla sense valor».
Amb el decret Postquam sanctissimus del 27 de juliol de 1914, el papa Pius X va declarar que les 24 tesis formulades per professors de diverses institucions... continguin clarament els principis i pensaments més importants de sant Tomàs.

## Ontologia
- Potència i acte es divideixen de tal manera que tot el que és, o és acte pur, ni per necessitat, es compon de potència i acte com a principis fonamentals i intrínsecs.
- Estant que l'acte és la perfecció, no es limita, sinó per una potència que és en si una capacitat de perfecció. Per tant, a l'ordre en què un acte és acte pur, només existeix, en aquest ordre, com un acte únic i il·limitat. Però cada vegada que és finit i múltiple, és que ha entrat en una veritable composició amb la potència.
- Conseqüentment, el Déu únic i simple, subsisteix sol a l'ésser absolut. Totes les altres coses que participen en l'ésser tenen una naturalesa pel que el seu ésser es limita, sinó que es constitueixen de l'essència i l'ésser, com a principis realment diferents.
- Al que s'anomena un ésser. Déu i la criatura no es diuen éssers unívoca ni equívocament a la seva totalitat, però per analogia, per tant una analogia d'atribució i de proporcionalitat.
- A tota criatura també hi ha una composició real del subjecte subsistent i va agregar formes secundàries, és a dir, formes accidentals. Aquesta composició no es pot entendre llevat que l'ésser és rebut realment en una essència distinta d'ella.
- Malgrat els accidents absoluts, existeix també l'accident relatiu, relació. Encara que a causa de la seva relació amb personalitat pròpia no significa res inherent en un altre, malgrat tot, sovint té una causa a les coses i, per tant, una entitat real diferent del subjecte.
- Una criatura espiritual és completament simple a la seva essència.
- Tanmateix, la criatura corporal està composta d'acte i potència, també a la seva pròpia essència. Aquests actes i potències són a l'ordre de l'essència, són designades per la forma i la matèria, respectivament, els noms.

## Neotomisme
El neotomisme és el moviment filosòfic sorgit a la fi del segle xix i desenvolupat al llarg del segle xx que desenvolupa els principis aristotèlic-tomistes a la vista dels problemes filosòfics contemporanis.

## Principals autors

### Tomisme clàssic (seglexiii-seglexv)
- Bernard de Trilla
- Herveu de Nédellec
- Pere d'Alvèrnia
- Reginald de Pipern
- Tolomeu de Lucca
- Juan Regina de Nàpols
- Ferrer, català
- Romeu, mallorquí
- Ramon de Penyafort O.P. (1180-1275)
- Ramon Martí O.P. (1220-1284)
- Gil de Roma O.S.A. (1247-1236)
- Fra Martín de Ateca O.P. (? - 1306).[4]
- Nicolás Aymerich O.P. (1320-1399)
- Sant Vicent Ferrer O.P. (1350-1419)
- Johannes Capreolus O.P. (1380-1444), anomenat Princeps thomistarum
- Tomás de Sutton
- Pere de Bèrgam
- Pablo Barbo Soncinas (m. 1494)

### Tomisme barroc (seglexv-seglexvi)
- Tomàs de Vio O.P., Cayetano (1469-1534)
- Crisóstomo Javelli (1472-1538)
- Francisco Silvestre de Ferrara O.P., el Ferrariense (1474-1526)
- Conrado Koellin (1476-1536)
- Francisco de Vitoria O.P. (1492-1546)
- Domingo de Soto O.P. (1495-1560)
- Pedro de Soto O.P. (1501-1563)
- Melchor Cano O.P. (1509-1560)
- Tomás de Mercado O.P. (1523-1575)
- Domingo Báñez O.P. (1528-1604)
- Bartolomé de Medina (teólogo) O.P. (1528-1580)
- Luis de Molina S.J. (1536-1600)
- Francisco Zumel (1540-1607)
- Francisco Suárez S.J. (1548-1617)
- Diego Álvarez de Paz S.J. (1549-1620)
- Rafael Ripa (m. 1611)
- Pedro de Ledesma (m. 1616)
- Tomás de Lemos
- Juan Pablo Nazari (1556-1646)
- Francisco de Araujo (1580-1664)
- Pedro de Godoy O.P. (m. 1677)
- Francisco Sylvius (1581-1649)
- Antonio de la Madre de Dios (1587-1641)
- Miguel de la Trinidad (1588-1661)
- Juan de Santo Tomás O.P. (1589-1644)
- Diego Mas (m. 1608)
- Tomás de Vallgornera (m. 1665)

### Tomisme tardà (seglexvii-seglexviii)
- Antonio Reginaldo (1605-1676)
- Juan Bautista Gonet (1616-1681)
- Joan Tomàs de Rocabertí O.P. (1627-1699)
- Antonio Massoulié (1632-1706)
- Antonio Goudin (1640-1695)
- Vicente Contenson (1641-1674)
- Vicente Ludovico Gotti (1664-1742)
- Carlos María Renato Billuart (1685-1757)
- Daniel Concina (1687-1756)
- G. V. Patuzzi (1700-1769)
- Joan dels Sants

### Neotomisme (Neoescolàstica) (seglexix-seglexxi)

#### Tomisme italià
- Salvatore Maria Roselli (?-1785)
- Vincenzo Buzzetti (1771-1824)
- Giuseppe Zamboni (1776-1846)
- Domingo Sordi (1790-1880)
- Serafín Sordi (1793-1865)
- Luigi Taparelli (1793-1862)
- Carminatti (1798-1851)
- José Pecci (1807-1890)
- Joaquín Pecci, el futuro Papa León XIII
- Carlo Maria Curci (1810-1891)
- Mateo Liberatore (1810-1892)
- Gaetano Sanseverino (1811-1865)
- Nunzio Signoriello (1831-1889)
- Tommaso Maria Zigliara (1833-1893)
- José Prisco (1835-1923)
- Cardenal Francisco Satolli (1839-1910)
- Santo Schiffini (1841-1906)
- Mons. Salvador Talamo (1844-1932)
- Umberto degl'Innocenti
- Agostino Gemelli O.F.M. (1878-1959)
- Carlo Mazzantini (1895-1971)
- Cornelio Fabro (1911-1995)
- Sofia Vanni Rovighi
- Angelo Campodonico
- Raimondo Spiazzi O.P.
- Mons. Antonio Piolanti
- Mons. Brunero Gherardini
- Roberto De Mattei
- p. Vincenzo Benettollo O.P.
- Giovanni Turco
- p. Sergio Parenti O.P.
- Armando Rigobello
- p. Battista Mondin S.X.
- cardenal Mazzella, cardenal Zigliara, Cornoldi, cardenal Benedicto Lorenzelli, Priso Signoriello, Lepidi, Tabarelli, Ballerini, De Maria, Chiesa, Giuseppe Barzaghi O.P., Umberto Galeazzi, Emmanuele Morandi, Vittorio Possenti, Dezza, Lottin, Padovani, Petruzzellis, Roberti, Jullien, cardenal Dino Staffa, Felice Capello S.J., Riccobono, Albertorio, De Francisci, Capograssi, Del Vecchio, Gonella, Luigi Einaudi, V.E. Orlando, Santi Romano, Del Giudice, Carnelutti, G. Di Napoli, C. Carbone, cardenal Giacomo Bisleti, F. Zamboni, cardenal Pietro Parente, mons. Antonio Piolanti, Masnovo, Olgiati, Cordovani, Laurenti, Salotti, Mercati, Roberti, Pizardo, Ruffini, M. F. Sciacca, L. Bogliolo, F. Cacucci, A. Galli, M.V. Ferrari, G. Perini, L. Salerno, P. C. Landuci, A. Milano, U. Pellegrino, cardenal Luigi Ciappi O.P., Luigi Bogliolo S.D.B., R. Moretti, T. S. Centi, Mario Pangallo, Dario Composta S.D.B., Reginaldo M. Pizzorni O.P., Emmanuele Morandi, Enrico Bini, Giuseppe Perini, Fabio Gambetti, Pasquale Orlando, Giovanni Cavalcoli O.P., Pasquale Giustiniani, Tarcisio Stramare, Romano Saurini, Lourdes Grosso, Marco D’Avenia, G. G. Mattiussi, L. Fanfani, M. Daffara

#### Tomisme en llengua francesa
- Cardenal Désiré Félicien-François-Joseph Mercier
- Enrique Denifle, O.P. (1844-1905)
- M. T. Coconnier, O.P. (1846-1908)
- Cardenal Louis Billot, S.J. (1846-1931)
- Pedro Mandonnet, O.P. (1858-1936)
- Ambroise Gardeil, O.P. (1859-1931)
- Antonin-Dalmace Sertillanges, O.P. (1863-1948)
- Réginald Garrigou-Lagrange, O.P. (1877-1964)
- Édouard Hugon, O.P.
- Jacques Maritain (1882-1973)
- Étienne Gilson (1884-1978)
- Joseph Maréchal, S.J. (1878-1944)
- Charles Boyer (filósofo), S.J.
- Yves Simon (filósofo)
- Louis de Raeymaecker (1895-1970)
- Cardenal Charles Journet (1891-1975)
- Louis Jugnet (1913-1973)
- Aimé Forest (1898-1983)
- Joseph De Finnance, S.J. (1904-2000)
- Servais-Théodore Pinckaers, O.P. (1925-3008)
- Roger Verneaux (1906-1997)
- Cardenal Georges Cottier, O.P. (1922-2016)
- Mons. L.-C. Bourquard, Sauvé, De la Bouillerie, P. Mandonet, P. Rousselot, P. Geny, H. Grenier, T. Pégues, E. Buonpensiere, M. D. Rolland-Gossellin, J. Gardair, E. Domet de Vorges, A. de Poulpiquet, Ph. Delhayé, F. X. Maquart, F.J. Thonnard, J. Leclercq, R. Jolivet, L. Lachance, Yves Floucat, Bertrand de Margherie S.J., Paquet, Bounpensiere, Le Rohellec, Lépicier, De la Taille, A. Trapé, Benoït Duroux O.P., L. Jammarrone, P. Toinet, Patrick de Laubier, Edmond Barbotin, Pierre Adnès (1916-1999).

#### Tomisme espanyol
- Andrés de Guevara S.J. (1748-1801)
- Felipe Puigserver
- José Vida
- Narciso Puig
- Francisco Xarrié
- Antonio Sendil
- Pedro Texeiro
- Rafael de Vélez O.F.M.Cap. (1777-1850)
- Lorenzo Arrazola (1795-1873)
- Rafael José de Crespo
- Jaime Balmes (1810-1848)
- Juan Manuel Ortí y Lara (1826-1904)
- Antonio José Pou y Ordinas (1834-1900)
- Manuel Barbado (1844-1945)
- Alejandro Pidal y Mon (1846-1913)
- José Torras y Bages (1846-1916)
- Antonio Hernández Fajarnés (1851-1909)
- Damián Isern y Marco (1852-1914)
- Eduardo de Hinojosa (1852-1919)
- Francisco Fernández de Henestrosa
- José Miralles Sbert (1860-1920)
- Miguel de Esplugas (1870-1934)
- Luis Alonso Getino (1877-1946)
- Carlos Cardó (1884-1958)
- Francisco Barbado
- Bartolomé Xiberta O. Carm. (1897-1967)
- Francisco Marín-Sola S.J.
- Leopoldo Eulogio Palacios (1912-1981)
- Angel González Álvarez (1916-1991)
- Juan Vallet de Goytisolo (1917-2011)
- Rafael Gambra Ciudad (1920-2004)
- Antonio Millán-Puelles (1921-2005)
- Jesús García López (1924-2005)
- Carlos Cardona (1930-1993)
- Ramón García de Haro (1931-1996)
- Mariano Artigas (1938-2006)
- Luis Clavell Martínez-Repiso
- Miguel Ayuso (1961)
- Fermín de Urmeneta y Cervera
- Jesús García López, Ángel Luis González, Rafael Alvira, Tomás Melendo, Armando Segura, Luis Romera, Juan Manuel Burgos, Alfonso García Marqués, Patricia Moya, Javier Pérez Guerrero, Javier Aranguren, Juan Fernando Sellés, Enrique Rivera de Ventosa, José J. Escandell, Joaquín Ferrer, Antonio Segura Ferns, Modesto Santos, José Ángel García Cuadrado, José Miguel Serrano Ruiz-Calderón, Estanislao Cantero, Consuelo Martínez-Sicluna, José Luis Fernández, Fernando Pascual, Rafael Pascual L.C., Dionisio Roca, Ana Marta González, Jordi Girau, José Mª Ciurana, José Ortiz, Pedro Rodríguez, Agustín Basave Fernández del Valle, Josep-Ignasi Saranyana, Sergio Rául Castaño, Álvaro Huerga, Gustavo Eloy Ponferrada, José María Romero, Fernando Gutiérrez, Gonzalo Soto Posada, Alejandro Saavedra S.D.B., Lydia Jiménez, José Antonio Izquierdo Labeaga, Modesto Santos.

##### Dominics espanyols
- Juan Tomás de Boxadors, O.P. (1703-1780)
- Francisco Alvarado O.P. (1756-1814), el "Filòsof ranci"
- Ceferino González i Díaz Tuñón, O.P. (1831-1895)
- Norberto del Prat O.P. (1852-1918)
- Juan González Arintero O.P. (1860-1928)
- Santiago Ramírez (teòleg) O.P. (1891-1967)
- Aniceto Fernández Alonso O.P. (1895-1981)
- Guillermo Fraile O.P. (1909-1970)
- Teófilo Urdánoz O.P. (1912-1987)
- Antonio Royo Marín O.P. (1913-2005)
- Victorino Rodríguez (teòleg) O.P. (1926-1997)
- José Todolí O.P.
- Juan José Gallego O.P.
- Jordán GallegoO.P.
- Quintín Turiel O.P.
- Vicente Cudeiro O.P.
- Armant Bandera O.P.
- Marcos F. Manzanedo O.P.
- Mateo Febrer O.P.
- Vicens Igual O.P.
- Juan José Llamedo O.P.
- Abelardo Lobato O.P. (1925)
- Juan José Llamedo O.P.
- Enrique Almeida O.P.

##### Escola tomista de Barcelona
- Ramón Orlandis Despuig S.J. (1873-1958)
- Jaume Bofill i Bofill (1910-1965)
- Francisco Canals Vidal (1922-2009)
- José María Petit Sullá (1940-2007)
- José María Alsina Roca
- Eudaldo Forment
- Antonio Prevosti
- Pedro Suñer S.J.
- Margarita Mauri, Ignacio Guiu, José-María Romero, Francisca Tomar, Evaristo Palomar, Misericòrdia Anglés, Juan Martínez Porcell, Magdalena Bosch, Javier Echave-Sustaeta del Villar, José-Manuel Moro, Antonio Amado, Santiago Fernández Burillo, Juan García del Muro, Pau Giralt, Ignacio Azcoaga Bengoechea, Hug Banyeres, Enrique Martínez, Alex Verdés, Nuria Parets, Teresa Signes, Fernando Melero, Gregorio Peña, Laura Casellas, Javier Barraycoa, Lluís Seguí Pons, Miguel-Ángel Belmonte, José-María Montiu, José Manuel Zubicoa, José-María Mundet, Miguel Subirachs, Jordi Gil, Jorge Soley, José-Luis Ganuza, Narcís Torres.

#### Tomisme hispanoamericà

##### Tomisme argentí
- Tomás D. Casessis (1895-1976)
- P. Leonardo Castellani, S.J. (1899-1981)
- Julio Meinvielle (1905-1973)
- Ismael Quiles, S.J. (1906-1993)
- Mons. Octavio Derisi (1907-2002)
- Carlos Sacheri
- Juan Alfredo Casaubón
- Emilio Komar (1921-2006)
- Alberto Caturelli (1927-2016)
- Francisco Leocata, S.D.B. (1944)
- Juan José Sanguineti
- Ignacio Andereggen (1958)
- Gabriel J. Zanotti
- P. Alfredo Sáenz S.J.
- Mario Enrique Sachi, Gustavo Eloy Ponferrada, María C. Donadio Maggi de Gandolfi. Jorge Héctor Padrón, José Ricardo Pierpauli, Carlos Massini.

##### Tomisme mexicà
- Osvaldo Robles
- Agustín Basave Fernández de la Vall
- Maurici Beuchot
- Fernando Gutiérrez Godínez
- Luz García Alonso
- Manuel Ocampo Ponce

##### Tomisme xilè
- P. Osvaldo Lira ss.cc. (1904-1996)
- Juan Antonio Widow, Mirko Skarika, Patricio Lombardo, Maurici Echeverría, Fernando Moreno i Eloy Sardon
- José Joaquín Ugarte Godoy
- Cristóbal Orrego Sánchez
- Juan Carlos Ossandón Valdés

- Lucas Pablo Prieto Sánchez
- José Luis Widow, Santiago Orrego Sánchez i Pablo Maillet Aránguiz (Directiva S.I.T.A. Xile)[5]

##### Tomisme equatorià
- Enrique Almeida
- José Vega Delgado

##### Tomisme veneçolà
- Rafael Tomás Caldera
- Francisco Rivero

##### Tomisme peruà
- Dante A. Urbina, reconegut apologista catòlic, amb gran presència en les xarxes socials. El seu contingut sol anar dirigit a demostrar racionalment l'existència de Déu, mitjançant la filosofia i la raó, i a demostrar la veracitat de la religió cristiana, a través de l'apologètica.
- Alejandro Saavedra

##### Tomisme brasiler
- Gustavo Corção
- José Pedro Galvão de Sousa
- Carlos Nougué
- Cláudio Henrique de Lima Vaz
- José Soriano de Sousa

#### Tomisme en llengua alemanya
- Martin Grabmann
- Joseph Gredt
- Gallus Manser
- Erich Przywara
- Gustav Siewerth
- Rudolf Allers
- Emerich Coreth
- Edith Stein
- Josef Pieper
- Karl Rahner, S.J.
- Kleutgen, Stöckl

#### Tomisme en llengua anglesa
- Joseph Owens
- Joseph Francis Lonergan
- Ralph McInnerny
- Alasdair MacIntyre
- Lawrence Dewan
- mons. John F. Wippel (1933-)

##### Tomisme analític
- Elisabeth Anscombe
- John Haldane

#### Tomisme polonès
- Józef Maria Bocheński
- Mieczysław Albert Krąpiec
- Karol Wojtyła (Papa Joan Pau II), membre fundador de la Societat Internacional Tomàs d'Aquino (SITUADA)

#### Tomisme neerlandès
- Peter Hoenen
- Leo Elders

#### Tomisme belga
- Maurice De Wulf (1867-1947)
- Van Weddingen

#### Altres
- V. Remer, J. A. Gredt, F. Ehrle, G. Beghin-Rosé, Desiderio Nys, A. Farges, J. V. de Got, R. Schultes, P. Geny, Gallus M. Manser O.P., A. Horváth, D. Prümmer, B.H. Merkelbach, L.B. Geiger, R.P. Philips, H. Meyer, E. Welty, G. Sieweth, A.F. Utz, G. Van Riet, A. H. Henry, R. E. Brennan, W. Farrell, Daniel Ols O.P., Domet de Vorges, Commer, De Groot, Lemius, Miguel Lega, Jansens, Browne, Gabriel de S. M. Magdalena, Landgraf, G. Siegmund, G. Kalinowski, Cl. Vansteekiste, G. B. Dougherty, Joseph Schumacher, Adrian J. Reimers, Francesco Andreu, Wilhelm Imkamp, Roberto Busa, Leo Scheffczy, Mario Enrique Sacchi, Waclaw Swierzwski, Th. María Helena dona Guerra Pratas, Arthur Burton Calkins, Gerardo Rocha, Edward Kaczynski O.P., Anníbal Fosbery O.P., Rolando de la Rosa O.P., M. A. Krapiec O.P., Dalia Marija Stanciene, mons. Felipe Bacarreza, Mary Rose Barral, Angela Ales Bell, Fernand van Steenberghen, Armand Maurer, Charles de Koninck, James A. Weisheipl, Jean-Pierre Torrell, Odon Lottin O.S.B., John F. Wippel, Juan Alfredo Casaubón, Juan R. Sepich (en la seva primera època), Guido Suaje Ramos, Domingo Basso O.P.